# Andrzej Wajda
Andrzej Witold Wajda (Suwałki, 6 de març de 1926 - Varsòvia, 9 d'octubre de 2016) va ser un director de cinema polonès, considerat un dels referents durant la segona meitat del segle xx.

## Biografia
Andrzej Wajda era fill d'una professora i un oficial. La seva infància, la va passar a la seva ciutat de naixement fins que el seu pare va ser destinat a la ciutat de Radom i tota la família es va traslladar amb ell. Més tard, el 1940, el pare va ser assassinat per militars soviètics a la massacre de Katyn. Durant la Segona Guerra Mundial, a Radom Wajda es va passar a la resistència polonesa contra l'ocupació nazi (Armia Krajowa) i, de manera clandestina, va rebre classes de dibuix. Al llarg de la guerra, Wajda va exercir diverses professions manuals i va treballar també a les oficines del ferrocarril. Un cop finalitzada la guerra, va estudiar belles arts abans d'ingressar a l'Escola nacional de cinema de Łódź.
Wajda va començar la seva carrera cinematogràfica com a ajudant del director de cinema polonès Aleksander Ford amb el rodatge de la pel·lícula Piątka z ulicy Barskiej ('Els cinc del carrer Barska'). El 1954 va rodar la seva primera pel·lícula Pokolenie ('Una generació'), que tracta de la resistència polonesa. En el rodatge de la pel·lícula van participar actors com Zbigniew Cybulski, Tadeusz Łomnicki, Tadeusz Janczar i Roman Polański.
Wajda va continuar el cicle de pel·lícules antiguerra iniciat amb Pokolenie. Les seves pel·lícules Kanał (1956) i Popiół i diament (1959) ('Cendres i diamant') són considerades, respectivament, obres mestres del cinema polonès. La pel·lícula Kanał (palma de plata al Festival de Canes de 1957) tracta de la revolta de Varsòvia. Popiół i diament, d'altra banda, va obtenir el gran premi de la Mostra de Venècia.
Des de 1959, Wajda exerceix també de director de teatre, sobretot al Teatr Stary de Cracòvia, però també a nivell internacional en diversos teatres. Per exemple, el 1980 va escenificar Crim i càstig de Fiódor Dostoievski a la Schaubühne de Berlín. El 1987 va obtenir el prestigiós premi Kyoto i el 1989 va exercir durant tot un any de director artístic del Teatre Powszechny de Varsòvia.
Els anys 70 van ser els més lucratius i exitosos per a Wajda, amb una fèrtil activitat artística. Wajda va fer més de 10 pel·lícules, algunes de les quals han estat considerades com a obres mestres per la crítica: Pilatus und andere (1972), Krajobraz po bitwie ('Paisatge després de la batalla', 1970), Wesele ('Les noces', 1973), Ziemia obiecana ('La terra promesa', 1974), Człowiek z marmuru ('L'home de marbre', 1977), Dyrygent ('El director d'orquestra', 1980), Brzezina ('El bosc de bedolls', 1970) i Panny z Wilka (Les senyoretes de Wilko, 1979).
La devoció de Wajda pel sindicat polonès Solidarność es manifesta en pel·lícules com Człowiek z żelaza ('L'home de ferro', 1981), en què apareix el mateix Lech Wałęsa -líder de Solidarność. Anteriorment, també ja havia abordat aquest tema amb el rodatge de Człowiek z marmuru ('L'home de marbre', 1977). El compromís del director en aquest moviment va provocar l'enuig del govern, que va clausurar la productora de films de Wajda. Człowiek z marmuru va obtenir la Palma d'Or del Festival de Canes de 1978.
Als anys 80, Wajda va anar a França per rodar la pel·lícula Danton, amb Gerard Depardieu com a protagonista principal, una pel·lícula que tracta el terror postrevolucionari de la França de 1794. La crítica ha fet sovint un paral·lelisme entre la pel·lícula i la situació postrevolucionària a Rússia i també amb l'Alemanya feixista. En tot cas, el que Wajda mostra al llargmetratge és com la revolució pot esdevenir fàcilment terror i "menjar-se els seus fills", com Saturn mateix.
Més tard Wajda va rodar Eine Liebe in Deutschland ('Un amor a Alemanya', 1983), Kronika wypadków miłosnych ('Crònica d'accidents amorosos', 1985) i la versió cinematogràfica de l'obra Els dimonis de Dostoievski. Pel que fa al teatre, per tercer cop Wajda va fer una adaptació de Dostoievski. En aquesta ocasió Crim i càstig. El 1990 va presentar un nou llargmetratge: Korczak, sobre les darreres setmanes del pedagog Janusz Korczak.
El 1989, Wajda va ser elegit senador del senat polonès com a candidat de Solidarność i es va mantenir en el càrrec fins al 1991.
En general, les pel·lícules de Wajda han estat premiades als festivals de cinema més importants a escala mundial. El 2000, Wajda va obtenir l'Oscar honorífic per la seva trajectòria cinematogràfica i el 2006 va obtenir l'Os d'or honorífic a la Berlinale pel conjunt de la seva obra.
Des d'octubre de 2006 fins a gener de 2007, Wajda va rodar una pel·lícula molt personal sobre la massacre de Katyn, on el seu pare va perdre la vida. La pel·lícula es va estrenar a Polònia el 17 de setembre de 2007 amb el nom de Katyń, la qual va ser nominada als Oscars en la categoria de millor pel·lícula de parla no anglesa el gener de 2008.
El 2009, Wajda va participar en la 59a edició de la Berlinale amb la pel·lícula Tatarak i durant la roda de premsa de presentació mundial del llargmetratge va anunciar el seu nou projecte, una pel·lícula sobre la vida de Lech Wałęsa.
Andrzej Wajda es va casar quatre cops. La darrera muller fou l'actriu Krystyna Zachwatowicz i l'anterior va ser la també actriu Beata Tyszkiewicz, amb la qual va tenir una filla nascuda el 1967.

## Filmografia
| Any  | Títol                                   | Repartiment                                                                           |
| ---- | --------------------------------------- | ------------------------------------------------------------------------------------- |
| 1955 | Pokolenie                               | Tadeusz Łomnicki, Roman Polański                                                      |
| 1957 | Kanał                                   | Teresa Iżewska, Tadeusz Janczar                                                       |
| 1958 | Popiół i diament                        | Zbigniew Cybulski                                                                     |
| 1959 | Lotna                                   | Jerzy Pichelski                                                                       |
| 1960 | Niewinni czarodzieje                    | Tadeusz Łomnicki, Krystyna Stypułkowska, Zbigniew Cybulski                            |
| 1961 | Sibirska Ledi Magbet                    | Ljuba Tadić, Olivera Marković                                                         |
| 1961 | Samson                                  | Serge Merlin, Alina Janowska                                                          |
| 1965 | Popioły                                 | Daniel Olbrychski, Beata Tyszkiewicz                                                  |
| 1968 | Gates to Paradise                       | Lionel Stander, Ferdy Mayne, Mathieu Carrière                                         |
| 1969 | Wszystko na sprzedaż                    | Beata Tyszkiewicz, Elżbieta Czyżewska, Andrzej Łapicki, Daniel Olbrychski             |
| 1969 | Polowanie na muchy                      | Zygmunt Malanowicz, Małgorzata Braunek                                                |
| 1970 | Krajobraz po bitwie                     | Daniel Olbrychski, Stanisława Celińska, Aleksander Bardini                            |
| 1970 | Brzezina                                | Olgierd Łukaszewicz, Daniel Olbrychski                                                |
| 1972 | Pilatus und andere                      | Jan Kreczmar, Andrzej Łapicki                                                         |
| 1973 | Wesele                                  | Marek Walczewski, Izabella Olszewska, Daniel Olbrychski                               |
| 1975 | Ziemia obiecana                         | Daniel Olbrychski, Wojciech Pszoniak, Andrzej Seweryn                                 |
| 1976 | Smuga cienia                            | Marek Kondrat, Tom Wilkinson                                                          |
| 1976 | Umarła klasa                            | Tadeusz Kantor, Andrzej Welmiński, Zofia Kalińska                                     |
| 1977 | Człowiek z marmuru                      | Jerzy Radziwiłowicz, Krystyna Janda, Tadeusz Łomnicki                                 |
| 1978 | Bez znieczulenia                        | Zbigniew Zapasiewicz, Ewa Dałkowska, Andrzej Seweryn                                  |
| 1979 | Les senyoretes de Wilko (Panny z Wilka) | Daniel Olbrychski, Anna Seniuk, Maja Komorowska                                       |
| 1980 | Dyrygent                                | John Gielgud, Krystyna Janda, Andrzej Seweryn                                         |
| 1981 | Człowiek z żelaza                       | Jerzy Radziwiłowicz, Krystyna Janda, Marian Opania                                    |
| 1983 | Danton                                  | Gérard Depardieu, Wojciech Pszoniak, Patrice Chéreau                                  |
| 1983 | Eine Liebe in Deutschland               | Hanna Schygulla, Armin Mueller-Stahl, Ralf Wolter                                     |
| 1986 | Kronika wypadków miłosnych              | Paulina Młynarska, Piotr Wawrzyńczak, Tadeusz Konwicki                                |
| 1988 | Les Possédés                            | Isabelle Huppert, Jutta Lampe, Bernard Blier                                          |
| 1990 | Korczak                                 | Wojciech Pszoniak, Ewa Dałkowska, Teresa Budzisz-Krzyżanowska, Zbigniew Zamachowski   |
| 1993 | Pierscionek z orłem w koronie           | Rafał Królikowski, Adrianna Biedrzyńska, Cezary Pazura                                |
| 1995 | Wielki tydzień                          | Beata Fudalej, Wojciech Malajkat, Magdalena Warzecha                                  |
| 1996 | Panna Nikt                              | Anna Wielgucka, Anna Mucha, Stanisława Celińska                                       |
| 1999 | Pan Tadeusz                             | Michał Żebrowski, Bogusław Linda, Alicja Bachleda-Curuś, Grażyna Szapołowska          |
| 2000 | Wyrok na Franciszka Klosa               | Mirosław Baka, Grażyna Błęcka-Kolska, Maja Komorowska                                 |
| 2002 | Zemsta                                  | Janusz Gajos, Andrzej Seweryn, Roman Polański                                         |
| 2007 | Katyń                                   | Artur Żmijewski, Maja Komorowska, Maja Ostaszewska                                    |
| 2009 | Tatarak                                 | Krystyna Janda, Jan Englert                                                           |
| 2013 | Wałęsa. Człowiek z nadziei              | Robert Więckiewicz, Agnieszka Grochowska, Zbigniew Zamachowski, Maria Rosaria Omaggio |
| 2016 | Afterimage                              | Bogusław Linda, Bronislawa Zamachowska, Zofia Wichłacz, Andrzej Konopka               |